# 南高乡
南高乡，是中华人民共和国河北省石家庄市栾城区下辖的一个乡镇级行政单位。

## 行政区划
南高乡下辖以下地区：
南高村、北高村、鲁家庄村、苏辛庄村、南屯村、温家庄村、西高村、张家营村、崔家营村、徐家营村、龙化村、西安庄村、南安庄村、岳家庄村、前庄村、北安庄村、小寺安庄村、南十里铺村、南韩家庄村、西宫一村、西宫二村和南宫村。